# 曾德·达木丁苏伦
曾德·达木丁苏伦（羅馬化：Khatagin Tsendiin Damdinsüren；1908年—1986年），蒙古作家、语言学家。
他也是蒙古國國歌的作詞人。

## 生平
曾德·达木丁苏伦1908年生于车臣汗部（今东方省马塔德苏木）一个哈答斤牧民家庭，幼时受到良好的教育。1923年，达木丁苏伦15岁时成为县政府抄写员。1925年参加蒙古人民革命军，在团司令部负责文书工作。1924年参加蒙古人民革命党。1926年任蒙古人民革命党县委书记。他曾经出席蒙古人民革命党第五次代表大会。在蒙古革命青年团代表大会上当选为中央委员会委员。1927年至1929年任蒙古《真理报》主编。1929年任蒙古工会中央理事会主席。但又因被划为富牧而遭免职。1930年至1932年，先后到集体农庄、科学研究所任职。
1933年，赴列宁格勒学习5年，回国后被捕。1942年至1945年，任蒙古《真理报》主编。1946年至1950年，返回列宁格勒东方学院学习。1956年起，在蒙古的语言文学研究所任职，后因被指责有民族主义倾向而被免职。1961年成为蒙古科学院院士。

## 学术研究
达木丁苏伦主要研究蒙古语言文学，曾发表多篇论文。1941年将《蒙古秘史》翻译为现代蒙古语。1942年与沙达布·鲁布桑旺丹合作《俄蒙词典》。1957年主编了三卷本《蒙古文学概况》，着重介绍了蒙古文学与民间文学和外国文学的关系。1957年出版《蒙古文学荟萃百篇》，编选了蒙古优秀古代作品并作了注释。达木丁苏伦还比较了《格萨尔王传》的50余种异文，并论证了该史诗与史实的关系。

## 文学创作
《四篇小故事》（1928年）是其早期作品。小说代表作《被抛弃的姑娘》（1929）通过描写包德勒和道林格尔在革命前的遭遇，反映了当时贫富悬殊的情况。长诗《我的白发母亲》（1934年）继承了古典文学传统，表现了对祖国的热爱。